# Baranyavári járás
A Baranyavári járás Baranya vármegye legdélebbi járása volt 1941. augusztus 15. előtt, 16-ától Villányi járássá keresztelték át. Székhelye a trianoni békeszerződés (1920) előtt Dárda, utána Villány volt. A járás területén város nem volt, csak nagyközségekből és (kis)községekből állt.

## Települései 1913-ban
- Albertfalu
- Baranyabán
- Baranyaszentistván
- Baranyavár
- Bellye
- Benge
- Bezedek
- Bolmány
- Csúza
- Dárda
- Hercegszentmárton
- Hercegszöllős
- Illocska
- Ivándárda
- Jenőfalva
- Kácsfalu
- Karancs
- Keskend
- Kisdárda
- Kiskőszeg
- Kislippó
- Kopács
- Kő
- Lapáncsa
- Laskafalu
- Laskó
- Lippó
- Lőcs
- Magyarbóly
- Németmárok
- Pélmonostor
- Sárok
- Sepse
- Várdaróc
- Villány
- Virágos
- Vörösmart

## Elcsatolt települések
A trianoni békeszerződéssel Baranya vármegye később Drávaköznek, Drávaszögnek, Baranyai háromszögnek is nevezett délkeleti sarkát Jugoszláviához csatolták. A Drávaszög településeinek a döntő többsége a Baranyavári járásból került ki. A járásból a következő települések kerültek Jugoszláviához:
- Albertfalu
- Baranyabán
- Baranyaszentistván
- Baranyavár
- Bellye
- Benge
- Bolmány
- Csuza
- Dárda
- Főherceglak (a békeszerződés előtt Ivándárda része volt, de az új határ elválasztotta tőle)
- Hercegszöllős
- Jenőfalva
- Kácsfalu
- Karancs
- Keskend
- Kisdárda
- Kiskőszeg
- Kopács
- Kő
- Laskafalu
- Laskó
- Lőcs
- Pélmonostor
- Sepse
- Várdaróc
- Vörösmart

Az 1941-es helységnévtár szerint a Drávaszög Magyar Királysághoz történt visszacsatolásakor ezek a települések nem a Baranyavári járásához kerültek vissza, hanem a Dárdai járást állították fel a számukra.